# 常識酒場
「常識酒場」（じょうしきさかば）は、テレビドラマ『世にも奇妙な物語』の中の1話。

## 概要
1992年4月30日放送。第191作目。同回の作品に「いたれりつくせり」、「精神力」がある。
作者である飯田譲治が友人との酒の席で「超能力は存在する」と言った所、孤立してしまったという体験から作られた作品。
社会現象になるほどの盛り上がりを見せた、この作品の好評を受け、同年9月3日に続編「トラブル・カフェ」が放送された『世にも奇妙な物語』で続編が製作された例は2つしかなく、この作品がその最初の例である。
その約1ヶ月後、10月8日から深夜連続ドラマとして放送されたのが「NIGHT HEAD」であり、その第1話『REAL PSI -念力-』に、この作品のストーリーが流用されている。
反響は大きく、若者を中心に支持を得てきたことから、2006年には、NIGHT HEAD GENESISとしてアニメ化され、月刊マガジンZで漫画も連載された。2021年7月にはNIGHT HEAD 2041として新要素を加えた上でリブートされた。

## ストーリー
山道を走る車に乗っている二人の兄弟。人の居る所へ行きたいという弟の頼みで二人は「こもんせんす」（常識）と言う名のバーへ立ち寄る。客たちは二人をよそ者扱いしているのかどこか馬鹿にした風に二人を扱う。TVでは超能力者がスプーン曲げをしているところを放送している。そんな超能力者を客たちは「全部イカサマだ。超能力などあるはずがない」と嘲笑って見ている。
怒りに震える兄の横でビール瓶が突然割れる。弟が慌てて兄を店から連れ出そうとするが客たちは二人を挑発する。すると兄は突然スプーンをつかみ客たちの前で曲げてみせるが…。

## スタッフ
- 企画：清水賢治、石原隆（フジテレビ）
- プロデューサー：内堀雄三（アスプロデュース）
- 脚本＆演出：飯田譲治
- 音楽：蓜島邦明
- 製作：アスプロデュース

## キャスト
- 直人：今井雅之
- 直也：東根作寿英
- マスター：螢雪次朗
- ママ：渡辺信子
- 痩せ眼鏡（客）：近藤芳正
- 髭デブ（客）：須間一也
- きつね顔（客）：佐藤誓
- 体育会系（客）：井上一馬
- デカパイ（客）：国舞亜矢
- アベック（男）：戸田知新
- アベック（女）：秋山奈津子
- 評論家：萩原賢三
- 司会：皆川衆
- 女：平出由紀子
- ミスターS：タモリ